# Il duello (Čechov)
Il duello (in russo: Дуэль?, traslitterato: Duėl') è un racconto scritto da Anton Čechov (1860 - 1904) e pubblicato nel 1891.

## Genesi
Il duello è un racconto di Anton Čechov, medico, scrittore e drammaturgo russo.
La prima bozza de Il duello risale al novembre 1888, ma il racconto viene dato alle stampe nell'ottobre 1891. L'opera è stata concepita durante la permanenza dell'autore sull'isola penitenziaria russa di Sachalin e un anno prima di La corsia n. 6. Dal suo viaggio studio sull'isola nasce il reportage "Ostrov Sachalin", ossia L'isola di Sachalin. Il duello è il primo racconto dell'autore che possiede le caratteristiche di un vero romanzo.
Il testo è il racconto della diatriba tra due uomini, che rimanda a sua volta allo scontro tra due grandi ideologie di fine ottocento sull'essere umano. Da una parte una visione romantica della vita e dell'altra le teorie di Darwin sull'evoluzione dell'uomo, intrise dal pensiero che l'essere più debole inevitabilmente deve soccombere davanti al più forte.

## Trama
L'opera è ambientata in una piccola città del Caucaso, sulle rive del Mar Nero. Qui tutti si conoscono e sanno tutto degli altri. Protagonisti del racconto sono due giovani dai caratteri opposti, Ivan Andrejc Laevskij, intellettuale perdigiorno, e lo zoologo von Koren, uomo attivo e determinato.  La vicenda inizia con la confessione di Ivan Laevskij al suo fedele amico Samojlenko, che non riesce a dire alla donna con cui convive illegittimamente, Nadezda Fedorovna, che non l'ama più. Questa è legalmente sposata ad un altro uomo da cui è fuggita due anni prima, per amore di Ivan Andrejc. La loro relazione fa scandalo nella piccola cittadina del Caucaso dove si sono stabiliti. Qui, ai bordi del Mar Nero la vita è noiosa e ripetitiva. I due insieme però non sono felici: Nadezda Fedorovna è spesso malata e stanca, mentre Ivan Andreic non sopporta più la convivenza e alcun atteggiamento della donna. La vigliaccheria del giovane prenderà il sopravvento. Leavskij, esasperato sta ormai pensando di fuggire in segreto al nord e di abbandonare Nadezda Fedorovna. Inoltre, tormentato dai sensi di colpa, celerà alla donna la notizia della morte del marito. Poiché in bancarotta, Ivan Andrejc cercherà disperatamente del denaro in prestito dall'amico Samojlenko. Laevskij intende così saldare i debiti accumulati, lasciare qualcosa all'amante per pulirsi la coscienza e chiudere definitivamente con quella vita.
Von Koren, incarnazione dell'uomo forte e intransigente, odia Ivan Andrejc, nel quale vede tutto ciò che può esserci di peggio al mondo. I due si conoscono perché entrambi amici di Samojlenko. Tra loro non mancheranno momenti di tensione e scontri ideologici. Laevskij, dopo l'ennesimo scontro, perderà i nervi e sfiderà a duello von Koren, che non attendeva occasione migliore per dare una lezione al rivale. Nel frattempo Ivan Andrejc viene a conoscenza dei tradimenti della compagna. Questa notizia e la paura dello scontro gli faranno prendere coscienza delle sue azioni e lo porteranno ad affrontare le responsabilità, sia in amore che nella vita. Dopo essere uscito dal duello ferito ed aver volontariamente mancato von Koren, Ivan Andrejc cambia completamente. Si rende conto di quanto Nadezda Fedorovna sia importante per lui e i due si sposeranno. Il giovane si mette a lavorare per pagare i debiti, conducendo una vita umile e ritirata. Il cambiamento sarà tale che von Koren, il giorno della sua partenza per una nuova spedizione scientifica, andrà a stringere la mano a Laevskij. Lo zoologo, pur rimanendo fermo nelle sue convinzioni, ammetterà la possibilità del cambiamento negli uomini.

## Personaggi
- Ivan Andrejc Laevskij è un giovane ex studente di filologia di ventotto anni. Biondiccio, inetto, vanesio ed indeciso, egli si crogiola spesso in elucubrazioni letterarie, paragonando se stesso ad Amleto.
- Samojlenko è un medico militare. Viene descritto con una grossa testa, senza collo, con una brutta voce, ma dal temperamento mite, buono, cordiale e sempre pronto a dare una mano a chi è in difficoltà.
- Von Koren, uno zoologo sempre presente nei salotti mondani. Uomo tutto d'un pezzo, lavoratore assiduo ed ambizioso, odia Laevskij, in quanto lo ritiene un essere pericoloso, simbolo della degradazione della specie umana.
- Nadezhda Fëdorovna, pietroburghese e convivente di Laevskij. È una giovane donna con i nervi a pezzi, che vive in un mondo immaginario. Anche se insoddisfatta della vita, ella considera se stessa una celebrità della società locale e crede che ogni uomo sia attratto da lei. infelice e annoiata, tradirà Ivan Andrejc con due uomini diversi, Kirilin e Achmianov, i quali la ricatteranno. Nonostante ciò, Nadezhda cercherà di convincersi di aver sempre amato il compagno e in qualche modo di essergli sempre stata fedele.
- Marja Kostantinovna, madre di famiglia. Classificabile come donna modello e rispettosa, funge quasi da coscienza per Nadezhda Fëdorovna e da suo alter ego.
- Kirilin, giovane ufficiale giudiziario della polizia.
- Achmianov, figlio di un ricco mercante e ammiratore di Nadezhda Fedorovna.
- Pobedov, giovane diacono.

## Analisi
Il duello è un dramma psicologico: la tensione accumulata dalle antinomie Nadezda Fëdorovna-Leavskij e Leavskij-von Koren si scarica di colpo in un finale tranquillo, invece di sfociare nell'attesa catastrofe. I racconti della noia e della solitudine sono caratterizzati da una febbrile voglia di cambiare, che non sfocia in un ribaltamento della situazione iniziale, ma nella acquisita maturità e capacità di affrontare la realtà. Von Koren, per quanto crudo, pragmatico e a tratti atroce, rappresenterà una sorta di modello positivo a cui Leavskij si piegherà.
Il rimando al duello come forma di scontro, ma anche confronto, percorre tutta l'opera. Troviamo il duello tra e dentro i personaggi stessi, tra scienza e filosofia, letteratura e scienza, filosofia e religione. Nel racconto Čechov descrive la società russa del suo tempo. Da un lato abbiamo i "vecchi" intellettuali, inconcludenti, inattivi, che vivono sulle spalle degli altri sentendosi superiori, dall'altro troviamo gli uomini "nuovi" che credono nella scienza e nel progresso, persone attive e determinate e a volte razziste. Čechov non giudica, non esalta e non critica, ma preferisce affidare la loro descrizione alle opinioni che i due hanno l’uno dell’altro. La forma del duello la ritroviamo anche nel confronto tra le due figure femminili e nell'analisi del ruolo della donna in generale. Nadezhda Fedorovna è tutta presa dalle frivolezze, dalla sua vanità, dal sentirsi desiderata e vive in un mondo fantastico e romantico. L'altra, Marja Kostantinovna, è la classica figura di abnegazione femminile che ha come unico modus vivendi l'essere moglie e madre.
Tutta l'azione ruota attorno al contrasto tra menzogna e verità, tra la ricerca della felicità e l'inettitudine. I personaggi sono spinti dalla voglia di realizzarsi e poter fare grandi cose nella vita ma sono tutti rapiti e ciechi davanti al vortice dell'esistenza. È nelle scene dove la maggior parte dei personaggi si trovano assieme che si scatena il pathos e la narrazione trova un punto di svolta. Inoltre è proprio in questi momenti che, a causa degli intrighi, dei non detti e dei sentimenti nascosti, che si creano scene di imbarazzo e fraintendimenti.
Ne Il duello i livelli del detto e del non detto, delle parole e degli eventi, della coscienza e dell’irrazionale scorrono su due piani paralleli. Tutto emerge nella maniera più naturale, gli accadimenti vengono ridotti al minimo: sono gli stessi personaggi che, semplicemente esistendo, muovono la vicenda in una direzione imperscrutabile..
Così come sarà per il metodo Stanislavskij, nome e teoria strettamente legati a Čechov, per capire il carattere, i pensieri dei personaggi e i loro impulsi, bisogna soffermarci sul loro modo di agire e di comportarsi. L'ambientazione stessa, in una piccola località di villeggiatura del Caucaso, ci riporta alle esperienze di vita stesse dell'autore. Čechov stesso, affetto da tubercolosi, era costretto a trascorrere i mesi invernali in località calde, dove incontrava molta gente, borghese e annoiata. Questi personaggi trovano vita nei suoi racconti. Egli osservava, fotografava la realtà, e poi la riportava nei suoi scritti. L'incomunicabilità tra gli esseri umani pervade tutto il racconto e i loro sentimenti sono spesso manifestati dalla descrizione dei paesaggi o degli eventi atmosferici che fanno da sfondo alla scena e magari irrompono facendo sbattere una finestra.
(Čechov, "Il duello")

## Stile

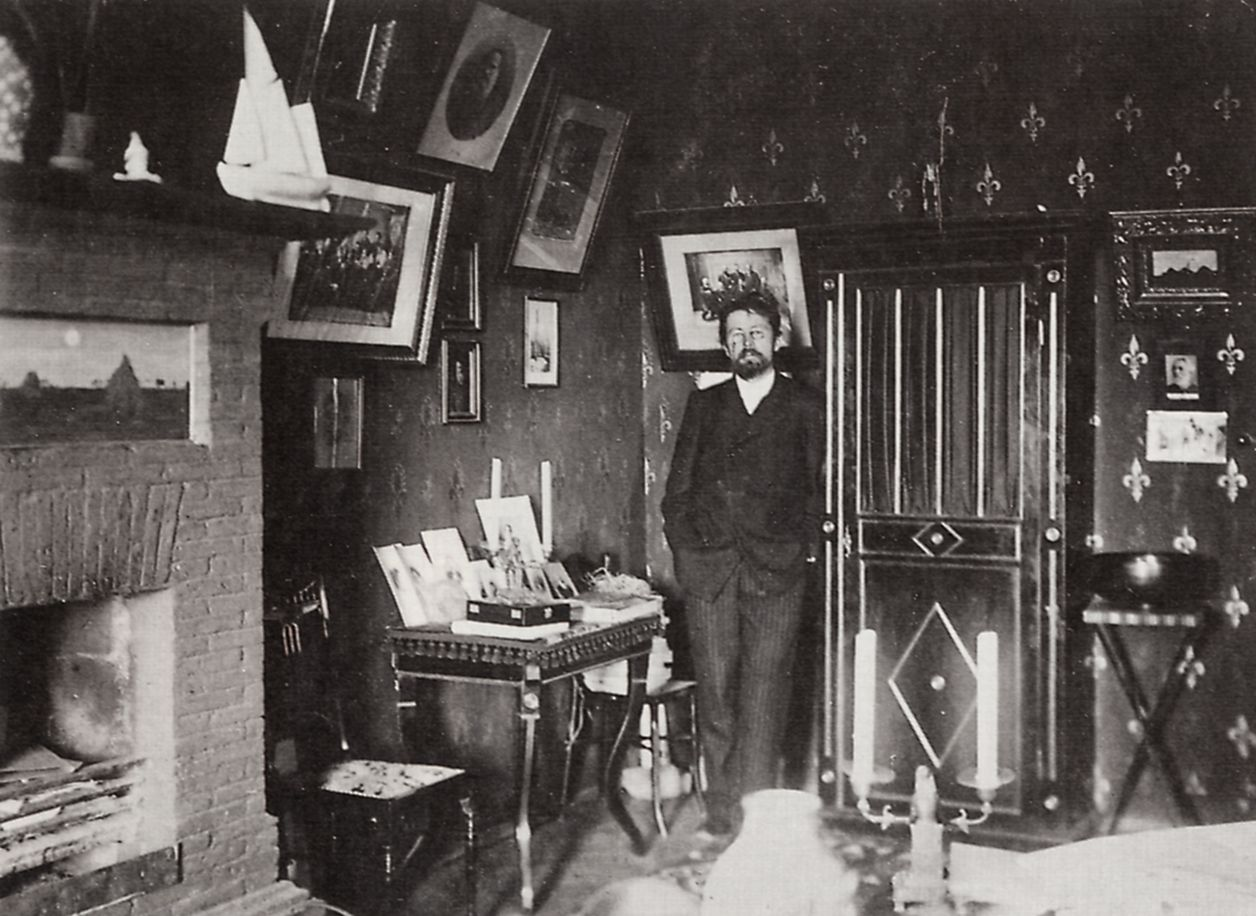
Čechov a Yalta

Prima di essere uno scrittore, Čechov era un medico, ateo e apolitico. Egli iniziò a dedicarsi alla scrittura per diletto, ma anche per aumentare le proprie entrate. Il successo inaspettato della sua nuova carriera di scrittore fu dovuto alla grande richiesta di scritti brevi, incisivi e drammatici, da pubblicare su riviste e quotidiani, in quello che fu il grande periodo del feuilletton di origine francese, e delle pubblicazioni periodiche di massa, fenomeno che in Italia giungerà solo nei primi decenni del Novecento. Da medico, Čechov osservava la realtà e le persone con cui entrava in contatto e le descriveva attraverso i sintomi che manifestavano. Egli guardava alle patologie non solo fisiche, ma anche psicologiche e alle piccole manie che riscontrava negli esseri umani, dando origine ad un realismo personale.
(Siddhartha Mukherjee)
Egli divenne uno degli scrittori più richiesti, specializzandosi in racconti brevi, compiuti e definitivi, che narravano la storia intera di una vita a partire da un singolo, unico e drammatico momento. Narrazione sintetica, efficace, diretta e compatta, di grande impatto drammatico. Čechov sosteneva che i personaggi andassero appena tratteggiati, che sarebbero state le loro azioni a parlare per loro, e che tutto il resto, comprese le inevitabili implicazioni moralistiche, andava affidato alla fantasia del lettore.
(Čechov)
Nei suoi scritti troviamo una grandissima umanità. L'autore affrontava la vita cercando una particolare leggerezza, che inevitabilmente riporterà nelle sue opere. Čechov guardava la vita e le persone così come apparivano all'occhio, fotografandole, perché noi nella vita incontriamo e vediamo persone ma non riusciamo a leggere i loro pensieri. Conosciamo e capiamo i caratteri dei personaggi attraverso i loro dialoghi e dall'idea che gli uni degli altri. I dialoghi a volte sospendono la temporalità e ci conducono alla riflessione, altre volte sono secchi, freddi e diretti. Attraverso i movimenti e le azioni di Nadezhda Fedorovna, comprendiamo il suo stato d'animo e possiamo immaginare, dalla descrizione dei sintomi da parte di Ivan Andrejc, che tipo di malattia abbia senza che lei ne faccia cenno: ella è depressa ed isterica. Come anche possiamo comprendere la frustrazione di Laevskij attraverso i pensieri dell'amico Samojlenko, il quale è molto preoccupato perché il giovane era solito bere molto e ad orari insoliti, giocare spesso a carte e condurre una vita senza delle vere regole.
Attraverso questo personale modo di scrivere, egli riusciva a trattare temi universali senza appesantire la struttura del racconto. Ne Il duello troviamo la riflessione sulla religione che si riscontra nei comportamenti dei due protagonisti. L'opera è percorsa dal senso del peccato e del rimorso. È da questi stati d'animo che nascono le crisi, i dolori e le azioni dei personaggi. La rinascita spirituale di Laevskij, che si manifesta con la sua presa di coscienza e con il conseguente cambiamento è percepita come resurrezione e inizio di una nuova vita, conseguente al pentimento per la condotta moralmente riprovevole tenuta dal personaggio nei comportamenti del passato. L’ammissione e le scuse da parte di Von Koren per aver drasticamente e erroneamente giudicato Laevskij sono considerate un esempio della vittoria sul peccato di orgoglio. Anche se ateo, Čechov credeva nella provvidenza, non in senso divino, ma di presa di coscienza umana e di accettazione della propria condizione.
(Cechov, "Il duello")
Così sono i personaggi del racconto, veri, umani, con grandi e piccole debolezze. Lo stile di Čechov non si tradisce: Il duello conferma la capacità di grande ritrattista dell’autore; egli ama i suoi personaggi che presenta a tutto tondo. Questo racconto si differenzia dagli altri perché assistiamo ad un vero e proprio finale. L'autore non ci lascia sospesi, come avviene nelle altre opere. La conclusione è nel cambiamento morale e la crescita di Laevskij e nella sua nuova vita.